# إذلال

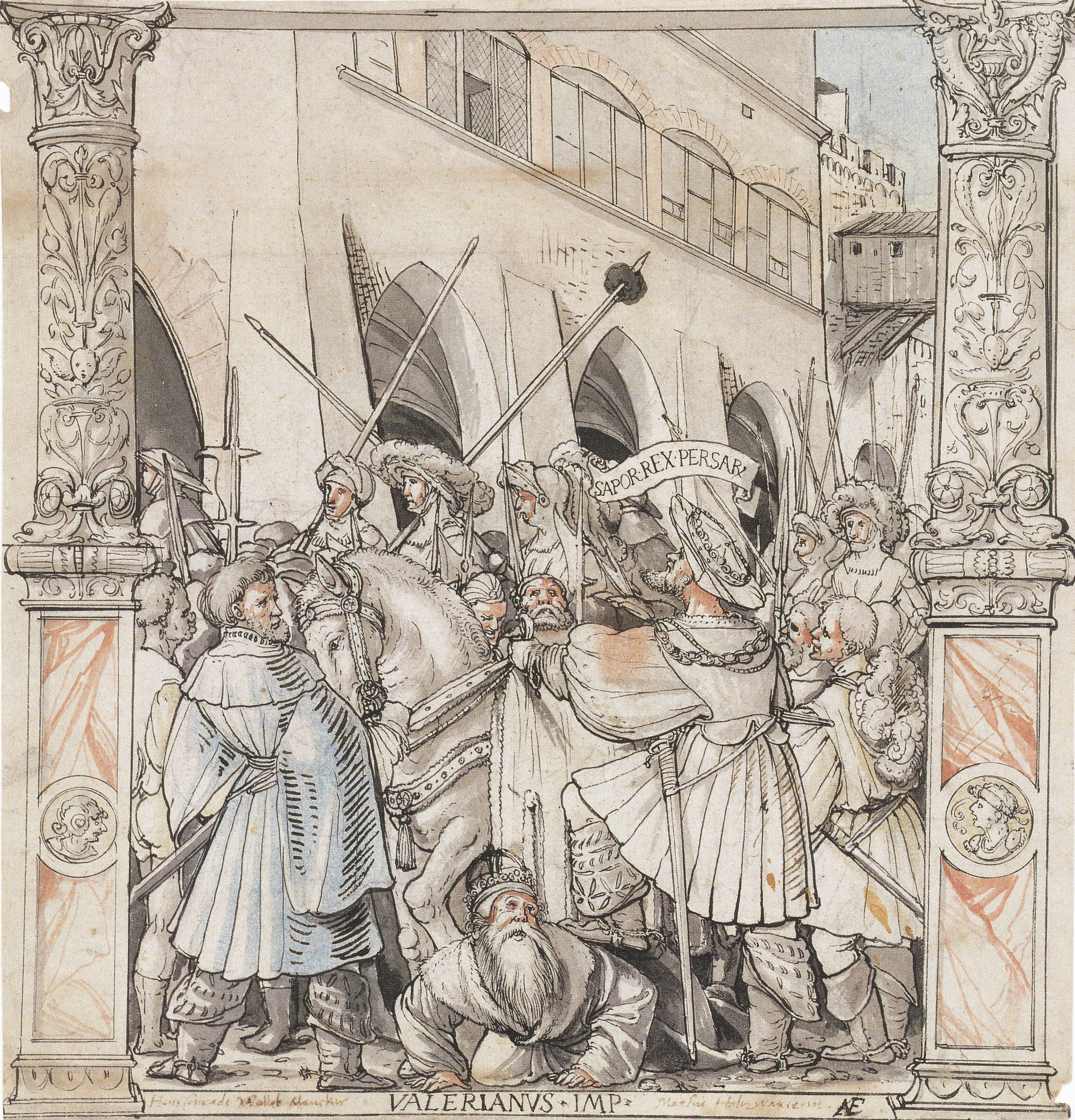
إذلال إمبراطور الفرس شابور لفاليريان رسم للفنان هانس هولباين الصغير

الإذلال هو الحطّ من الكبرياء، ويقود إلى التقليل من الشأن والإهانة والخضوع، وهو ما يشعر به الشخص الذي تدنّت مكانته الاجتماعية إما بإرادته أو عن طريق القوّة، وقد يحدث بسبب الترهيب أو سوء المعاملة الجسدية أو العقلية أو الخداع والإحراج، إذا تبيّن أن الشخص قد ارتكب عملًا غير مقبول من الناحية الاجتماعية أو القانونية. 
يعتبر الإذلال حاليًا موضوعًا بحثيًا مهمًّا، ويُنظر إليه باعتباره مكوّنًا ديناميكيًا أساسيًّا- ومعقدًا - في العلاقات الإنسانية، وله آثارعلى المستويات الشخصية والمؤسسية والدولية.

## الآثار النفسية
قد يعاني الأشخاص الذين تعرّضوا للإذلال من الاكتئاب، وقد تتولّد لديهم أفكار انتحارية، وحالات قلق حادّة كما في اضطراب ما بعد الصدمة، قد يحدث ذلك عند فقدان عمل أو عندما يوصَم الشخص بالكذب أو يُشَك بمصداقيّته عن غير وجه حق، ممّا يقودهم للتصرّف بشكل غير طبيعي في المجتمع، قد يشعرون بحاجّة ملحّة للانتقام، أو يشعرون بفقد الأهمية والأمل فيلجؤون إلى الانتحار، وقد يطوّرون أفكار ورؤى جديدة ويتقرّبون من المجموعات المهمّشة.
قد يولّد الشعور بالإذلال حالة من العنف والغضب الشديد، الذي قد ينعكس داخليًا على شكل عدم مبالاة أو اكتئاب، أو خارجيًّا على شكل ذعروأفكار عظمة أو سادية أو خيالات بالانتقام، يشرح كلاين ذلك«عندما ينعكس الإذلال خارجيًّا يسبّب ضحايا بريئة جديدة، وعندما ينعكس داخليًّا فإن كره الذات يجعل الشخص غير قادر على تلبية حاجاته وليس لديه الطاقة لمبادلة الآخرين مشاعر الحب والاعتناء».
أظهرت دراسة لباحثين من جامعة ميشيغن أن المناطق الدماغية التي تُثار وتتنشّط عند الإحساس بالألم هي عينها التي تنشَّط عند المرور بتجربة رفض اجتماعي شديدة، أي بعبارة أخرى يختبر الإنسان مشاعر الإذلال والعزلة تمامًا كالألم الفيزيائي.

## العقوبات وتكتيك التحقيق
غالبًا ما يقوم الشخص بإذلال آخر عندما يريد فرض سطوته وسلطته عليه، عن طريق الاضطهاد وسوء المعاملة الذي كثيرًا ما يستخدم في المجال السياسي والعسكري وفي السجون خلال جلسات التحقيق القانونية أوالتعذيب غير القانوني، العديد من وسائل التعذيب القديمة كانت تقصد عمدًا إذلال الشخص، على سبيل المثال (feathering tarring and) وفيها يجرّد الشخص من لباسه ثم يرشّ بالقطران الساخن ويُدرحرَج على الريش، واستخدام أداة تعذيب خشبية تدعي (pillory)، كعلامة للذل وهذا ما يشكّل رادع للآخرين، وأصبح بعضها وسيلة تطبيق العدالة من قبل الشعب دون سلطة رسميّة، في الأعراف الشعبية أيضًا كانت تنظَّم مواكب يجوب بها المذنب في الأنحاء مع موسيقا خشنة كالقرع على القدور، يعبّر فيها الناس عن رفضهم الأخلاقي لما قام به وسعيهم لإذلاله وإخراجه من المجتمع، كانت تسمى (skimmington) في إنكلترا و (Charivari) في فرنسا.
قامت بعض الولايات الأمريكية بنشر أسماء منتهكي المخالفات والإشارة إلى جرمهم بقصد إذلالهم (مثل الدعارة أو شرب الخمور)، في عام 2010 نُشرَت تقارير تُظهِر أن قوّات الشرطة في دونغقوان ووقوانغدونغ يقودون موكبًا من المومسات المعتقلات بغرض إذلالهم، سبّبت هذه التقارير موجة من الغضب الشعبي، أنّبت وزارة الأمن العام الشرطة المحلية وأكدّت أن هذه العقوبات غير مسموح بها.

## منظور إنساني أوسع
بالنسبة لدونالد كلاين الإذلال هو عامل مهم وأساسي في الشؤون الإنسانية لأسباب عديدة، وقد بحث فيه طلاب السلوك الفردي والجماعي، وله تأثير مدمّر على سلوك الأفراد، والجماعات، والمنظمّات، والأمم.
على الرغم من أنّ الإذلال هو شعور شخصي، إلّا أن تأثيره يشمل كل البشر. المجتمع الذي يعاني من الإذلال هو مجتمع غير مستقر، هناك دومًا تنافر إدراكي بين ما يدركه المجتمع وكيف يدرك ذاته، أو كيف ينظر وكيف يرى نفسه، مما يخلق حالة من العنف قد يكون شديدًا تجاه المجموعات خارج المجتمع. وبحسب جوناثان فاكس«إن تحويل السؤال من» ما هو خطؤنا؟«إلى» من الذي فعل ذلك لنا«(كره لمجموعة خارجية بدلًا من لوم الذات) يحافظ على احترام الذات ويعطي مجال للنشاط والتحرّك، يدعى ذلك بحسب مصطلحات الطب النفسي الفصل والإسقاط، وهذا يسمح للناس بأن يعرّفوا أنفسهم كضحايا».